# Elvis Hammond
Elvis Hammond (* 6. Oktober 1980 in Accra) ist ein ghanaischer Fußballspieler. Der Stürmer war ghanaischer Nationalspieler.
Er begann seine Karriere beim FC Fulham. 2001 stieg Fulham in die englische Premier League auf, aber Hammond wurde zunächst an die Bristol Rovers ausgeliehen und kehrte 2002 zu Fulham zurück. Im Sommer 2003 wurde er an den Zweitligisten Norwich City ausgeliehen, doch schon im September wurde er nach einem positiven Dopingtest für sechs Monate gesperrt. Im ersten Halbjahr 2005 spielte er für RBC Roosendaal in der niederländischen Ehrendivision, bevor er wieder nach England ging. Für Leicester City war er in der Football League Championship aktiv. 2008 stieg Leicester ab und Hammond wechselte zum drittklassigen Cheltenham Town, mit dem er 2009 in die Football League Two absteigen musste. 2010 verließ er Cheltenham und war danach nur noch bei unterklassigen Klubs.
Hammond wurde 2006 einmal in die ghanaische Nationalmannschaft berufen.